# Tour Anfibio
Tour Anfibio foi a segunda turnê da cantora colombiana Shakira, que começou em 21 de Março de 2000, em Lima capital do Peru, e finalizou-se em Buenos Aires na Argentina.
O nome da turnê anfibio (em português anfíbio) foi escolhido por Shakira para representar metamorfose, As apresentações na América do Sul, foram todas patrocinadas pela Nokia.

## Sobre a turnê
O setlist da turnê consistiu em músicas de seus álbuns Pies Descalzos e ¿Dónde están los ladrones?, Além disso, ela incluiu uma música de capella, "Alfonsina y el Mar", originalmente cantada pela cantora folk argentina Mercedes Sosa. A crítica da turnê foi a sobre a venda de ingressos na Guatemala, os longos atrasos no início do show e a curta duração da digressão. Apesar desta crítica, todos os shows foram rapidamente esgotados e Shakira ainda adicionou alguns concertos extras devido à alta demanda popular.

## Transmissão e Gravação
O concerto no Auditório Nacional do México e o concerto no Luna Park de Buenos Aires, foram transmitidos nacionalmente por veículos televisivos.

## Faixas
O setlist da turnê consistiu de músicas de seus álbuns Pies Descalzos e ¿Dónde están los ladrones?.
1. "¿Dónde Estás Corazón?"
2. "Octavo Día"
3. "Moscas en la Casa"
4. "Sombra De Ti"
5. "Antología"
6. "Dónde Están los Ladrones?"
7. "Alfonsina y el Mar" (Cover de Mercedes Sosa)
8. "Pies Descalzos, Sueños Blancos"
9. "Tú"
10. "Si Te Vas"
11. "Inevitable"
12. "Estoy Aquí"
13. "Ciega, Sordomuda"

Bis
1. "No Creo"
2. "Ojos Así"

1. "¿Dónde Estás Corazón?"
2. "Sombra De Ti"
3. "Moscas en la Casa"
4. "Alfonsina y el Mar" (Cover de Mercedes Sosa)
5. "Dónde Están los Ladrones?"
6. "Si Te Vas"
7. "Antología"
8. "Octavo Día"
9. "Tú"
10. "Pies Descalzos, Sueños Blancos"
11. "Inevitable"
12. "Estoy Aquí"
13. "No Creo"

Bis
1. "Ojos Así"
2. "Ciega, Sordomuda"

1. "¿Dónde Estás Corazón?"
2. "Si Te Vas"
3. "Dónde Están los Ladrones?"
4. "Inevitable"
5. "Antología"
6. "Moscas en la Casa"
7. "Ciega, Sordomuda"
8. "Tú"
9. "Estoy Aquí"
10. "Alfonsina y el Mar" (Mercedes Sosa Cover)
11. "Pies Descalzos, Sueños Blancos"
12. "Octavo Día"
13. "Ojos Así"

Bis
1. "Sombra De Ti"
2. "No Creo"

## Datas dos shows
| Data                    | Cidade              | País                 | Local                      |
| ----------------------- | ------------------- | -------------------- | -------------------------- |
| América Latina          |                     |                      |                            |
| 21 de março de 2000     | Lima                | Peru                 | Jockey Club                |
| 23 de fevereiro de 2000 | Montevideo          | Uruguai              | Velodromo Municipal        |
| 24 de março de 2000     | Buenos Aires        | Argentina            | Estadio Luna Park          |
| 25 de março de 2000     | Buenos Aires        | Argentina            | Estadio Luna Park          |
| 26 de março de 2000     | Buenos Aires        | Argentina            | Estadio Luna Park          |
| 27 de março de 2000     | Buenos Aires        | Argentina            | Estadio Luna Park          |
| 29 de março de 2000     | Santiago            | Chile                | Estadio Nacional           |
| 1 de abril de 2000      | Caracas             | Venezuela            | Poliedro de Caracas        |
| 2 de abril de 2000      | Valencia            | Venezuela            | Forum de Valencia          |
| 4 de abril de 2000      | Maracaibo           | Venezuela            | Palacio de Eventos         |
| 6 de abril de 2000      | Bogotá              | Colômbia             | Estadio El Campín          |
| 8 de abril de 2000      | San Juan            | Porto Rico           | Estadio Hiram Bithorn      |
| 11 de abril de 2000     | Cidade do México    | México               | Auditorio Nacional         |
| 12 de abril de 2000     | Cidade do México    | México               | Auditorio Nacional         |
| 16 de abril de 2000     | Cidade de Guatemala | Guatemala            | Estadio Ejército           |
| América do Norte        |                     |                      |                            |
| 18 de abril de 2000     | San Diego           | Estados Unidos       | Sports Arena               |
| 19 de abril de 2000     | Anaheim             | Estados Unidos       | Arrowhead Pond             |
| 21 de abril de 2000     | Miami               | Estados Unidos       | American Airlines Arena    |
| América Latina          |                     |                      |                            |
| 5 de maio de 2000       | Santo Domingo       | República Dominicana | Fortaleza Ozama            |
| 8 de maio de 2000       | Cidade do Panamá    | Panamá               | Hipódromo Presidente Remón |
| 12 de maio de 2000      | Buenos Aires        | Argentina            | Campo de Polo              |

## Banda de apoio Anfibio Tour
- Guitarras e direção musical: Tim Mitchell.
- Teclados: Albert Menendez.
- Coros: Rita Quintero e Raúl Midón.
- Guitarras: Adam Zimmon.
- Percussão: Ebenezer de Silva.
- Baixo: Ricardo Soarez.
- Bateria: Brendan Buckley.